# Ventilatorski konvektor
Ventilatorski konvektor je preprosta naprava, sestavljena iz hladilnega oziroma grelnega registra ter ventilatorja. Je del HVAC sistema, ki ga najdemo v stanovanjskih, trgovskih in industrijskih poslopjih. Konvektorji v večini primerov niso povezani s prezračevlnimi kanali, temveč s cevmi ogrevalne oziroma hladilne vode (katera teče skozi register). Uporabljamo jih za uravnavanje temperature v prostoru v katerem so nameščeni. Reguliramo ga lahko z ON/OFF stikalom ali pa s termostatom.
Zaradi preprostosti konvektorjev so le ti bolj ekonomični za montažo kot centralni hladilno/ogrevalni sistemi preko klimatov. Na enotah pa je lahko moteč ventilator, saj je nameščen v istem prostoru. Poznamo več vrst izvedb ventilatorskih konvektorjev, in sicer stropne (horizontalne enote) in talne (vertikalne enote).

## Zasnova in delovanje
Najprej je treba omeniti, da je "konvektor" splošen izraz, ki se uporablja za ponudbe proizvodov. Prav tako bo le ta izraz pomenil nekaj drugega uporabniku kot monterjem, zlasti glede namembnosti in zmogljivosti.
Ventilatorski konvektor je lahko skrit ali viden v prostoru v katerem je vgrajen.
Viden konvektor je lahko prostostoječ, stenski ali stropni. Po navadi je zaščiten z masko in z difuzorjem povratnega in dovodnega zraka v prostoru.
Skriti konvektorji so običajno nameščeni v tako imenovanem dostopnem dvojnem stropu ali pa v servisnem hodniku. Odvodna rešetka je nameščena v stropu, prav tako kot dovodni difuzor. Postavljeni sta tako, da je omogočen lahek dostop do njiju ter, da sta "skladni" s prostorom. Ti dve rešetki ne smeta biti združeni ali preblizu druga drugi.
Konvektorju se dovaja toplo vodo iz toplotne postaje ali hladno vodo iz hladilnega agregata do registra. Ogrevalni ali hladilni sistem je zaprt in po navadi ločen. Voda, ki kroži preko registra, nato zraku odvzema toploto oziroma jo dodaja. Konvektor ima lahko vgrajen svoj termostat ali pa montiramo oddaljenega na steno v isti prostor. V sodobnih stavbah je vse skupaj lahko vodeno preko CNS (centralno nadzornega sistema). V prostor so dodana tipala, pred registrom konvektorja pa elektromagnetni ventili. Tako lahko nadziramo ter krmilimo temperaturo preko računalnika.
Ventilatorske konvektorje delimo na dva tipa, in sicer na dvocevni ter štiricevni konvektor. Dvocevni konvetor ima eno dovodno ter eno povratno cev. Štiricevni konvektor pa ima dve dovodni ter dve povratni cevi. Tako imamo konvektor, ki nam omogoča ločeno ogrevanje ter hlajenje. Ker je v stavbah potrebno v določenem trenutku nek prostor segrevati in drugega hladiti (sploh v prehodnih obdobjih, na primer jeseni ali spomladi) so taki konvektorji najbolj pogosto uporabljeni.
Odvisnost od temperatur hladilne vode in relativne vlažnosti prostora, bo pri hlajenju hladilni register vstopni zrak razvlažil, stranski produkt tega pa je kondenz, katerega moramo odvajati. Konvektor ima zato pod registrom banjico, katera visi v določeno stran, da lahko kondenz odteka. Najenostavnejši način za odtekanje kondenza iz več enot izvedemo tako, da odtoke povežemo v "mrežo", kondenz pa tako prosto odteka. V primeru, da odtoka ne moremo priključiti direktno na konvektor, za ta namen uporabimo črpalko, ki kondenz črpa v najbližji odtok.
S hitrostjo elektromotorja ventilatorja, ki je vgrajen v konvektorju, dejansko nadzorujemo temperaturo ogrevanja oziroma hlajenja. Nekateri proizvajalci so spreminjanje hitrosti motorja ventilatorja dosegli tako, da so na sekundarni strani transformatorja prilagodili navitja. Običajno se ta prilagoditev naredi v začetku, ko so strojne inštalacije še v teku. Drugi proizvajalci zagotavljajo prilagojene kondenzatorske motorje in so hitrosti tako že določene, glede na izvedbo konvektorja. Najenostavnejši termostat ima na izbiro tri stopnje hitrosti vrtenja ventilatorja (počasno/srednje/hitro), le-te pa so lahko krmiljene avtomatsko ali pa jih  izbiramo ročno. Motorji ventilatorja so običajno enofazni izmenični motorji (AC), vedno bolj pa prihajajo v veljavo DC/EC elektromotorji. Ti motorji nam povrnejo začetno investicijo z zmanjšano porabo električne energije.

## DC/EC elektromotorji v konvektorskih enotah
Za takšne motorje se včasih uporablja ime DC motorji, EC  motorji, največkrat pa DC/EC motorji. Kratica DC pomeni Direct Current (enosmerni električni tok) in EC pomeni Electronically Commutated (elektronsko komutiran).
DC motorji nam omogočajo kontroliranje hitrosti s spreminjanjem signala krmilne napetosti od 0V do 10V. Pri napetosti 2,5V (odvisno od proizvajalca) je motor ustavljen, z naraščanjem napetosti pa narašča tudi hitrost vrtenja. Maksimalna hitrost je dosežena pri napetosti 10 Voltov. Konvektorji v praksi delujejo od 4V do 7,5V, kajti pri nižji napetosti je hitrost vrtenja neučinkovita glede na pretok zraka, pri višji napetosti od 7,5 Voltov pa ventilator postane preveč glasen za komercialne namene.
Regulacijo napetosti 0-10 Voltov lahko izvedemo s preprostim potenciometrom ali z napetostnim krmilnikom. Prva opcija je zelo preprosta in poceni, vendar nam slednja omogoča veliko več možnosti krmiljenja same hitrosti motorja glede na spremembo pogojev, oziroma zunanjih vplivov. Te pogoje oziroma merila, bi lahko zahtevali v realnem času bodisi za ogrevanje ali hlajenje, zasedenosti prostorov, časovnih ur oziroma veliko drugih dejavnikov, ki bi bili pomembni za boljši nadzor ali delovanje.
Razlog, da se ti tipi konvektorjev kljub svoji relativni zahtevnosti vedno bolj uveljavljajo je ta, da je njihov izkoristek glede energetskega vidika veliko bolšji od predhodnih AC (izmeničnih) motorjev. Tak motor nam zmanjša z energetskega vidika stroške do 50%, s prilagoditvijo glede na uporabo, pa tudi do 80%. Na območjih sveta kjer je pravno zahtevana energetska učinkovitost ventilatorskih konvektorjev (kot je na primer Velika Britanija), le takšni konvektorji (DC/EC) hitro postajajo edina izbira.

## Področja uporabe
Ventilatorski konvektorji se v večini uporabljajo v gospodarskih objektih, veliko bolj kot pa na primer v nezasedenih prostorih, skladiščih, hodnikih,... So najboljša izbira za ogrevanje in hlajenje prostorov tako pri majnših, kot pri večjih gospodarskih ali stanovanjskih poslopjih. 

Primeri ventilatorskih konvektorjev:
- Trane  Arhivirano 2011-10-08 na Wayback Machine.
- Carrier
- McQuay
- Nesbitaire  Arhivirano 2011-07-14 na Wayback Machine.
- International Environmental
- Williams [www.wfc-fc.com]

## Evropski trg
Trg ventilatorskih konvektorjev je sestavljen iz ene četrtine 2-cevnih konvektorjev in tri četrine iz 4-cevnih konvektorjev. Najbolj gredo v prodajo konvektorji "z masko" (35%), brez maske (28%), kasetne enote (18%) in podstropni (16%).
Trg med državami v letu 2010 je razporejen sledeče:
| Države                                              | Količina prodaje po enotah | Delež |
| --------------------------------------------------- | -------------------------- | ----- |
| Italija                                             | 409 830                    | 32.1% |
| Francija                                            | 168 028                    | 13.2% |
| Vzhodna Evropa                                      | 153 847                    | 12.1% |
| Španija                                             | 91 575                     | 7.2%  |
| Rusija, Ukrajina in skupnost neodvisnih držav (SND) | 87 054                     | 6.8%  |
| Turčija                                             | 70 682                     | 5.5%  |
| Velika Britanija in Irska                           | 69 169                     | 5.4%  |
| Nemčija                                             | 63 256                     | 5.0%  |
| Skandinavija in Baltske države                      | 39 124                     | 3.1%  |
| Beneluks                                            | 33 725                     | 2.6%  |
| Grčija                                              | 33 292                     | 2.6%  |
| Poljska                                             | 32 987                     | 2.6%  |
| Portugalska                                         | 22 957                     | 1.8%  |